# Pompili Avellaneda i Camins
Pompili Avellaneda i Camins   (Sabadell, 17 de maig de 1936 - Sabadell, 2 de desembre de 1989) fou un escriptor, pintor, actor i dirigent sindical català. Va militar ja des de molt jove a la JOC (Joventut Obrera Cristiana), arribà a ser-ne responsable de la secció de Preadults de Sabadell i membre del Consell Nacional a partir de l'any 1961. Fou un dels fundadors locals del sindicat Comissions Obreres i participà amb gent del Front Obrer de Catalunya en l'organització de la Vaga d'autobusos, amb motiu del Primer de Maig de 1964. Aquest mateix any fou detingut i empresonat. Fou processat pel Tribunal d'Ordre Públic (TOP), tot i que l'any vinent la causa fou sobreseguda. El 1964 va patir una embòlia i una hemiparèsia, malalties que l'immobilitzaren físicament. Arran d'aquest fet, l'any 1966 va deixar tots els càrrecs polítics i sindicals. A partir d'aquest moment va escriure poemes de manera prolífica. Va arribar a publicar una dotzena de llibres. L'any 1980 publicà l'obra L'ocell rialler. Durant aquesta època de la seva vida també es va dedicar a la pintura. La seva obra pictòrica es trobà fortament influïda per l'expressionisme.

## Obres
- Fulles al vent, 19--
- La vinya sense raïm, 19--
- L'arbre de l'egoisme, 197-
- Arrels de pensament, 197-
- Fulles d'un arbre naixent, 1973
- Bandolers d'ocasió, 1975
- Camí de l'alba, 1979
- Vaixell d'amor, 1980
- L'Ocell rialler, 1980
- Ocell valent, 1983
- Cor de flor, 1985